# Crumillospongia
Crumillospongia (RIGBY, 1986) è un genere fossile di spugne cornee del Cambriano medio, rinvenuto nella formazione geologica Stephen Formation (località Burgess) del Canada (Columbia Britannica). Sono conosciute 49 differenti specie provenienti dal "Greater Phyllopod bed", che costituiscono lo 0,1% della popolazione

## Descrizione
Spugne marine di forma globosa o sacciforme, con sottile parete dermale formata da spicole di tipo monoassone, disposte principalmente in posizione verticale e subparallela, rispetto alla superficie della spugna.
Le spicole delimitano e circondano pori-canali circolari di almeno due dimensioni.
Marginalia e prostalia sono assenti.

## Etimologia
Il nome crumilospongia nome deriva dal latino "crumilla" (borsellino) e "spongia" (spugna) a ricordare la sua somiglianza con un borsellino in pelle.